# Таккини (лунный кратер)
Кратер Таккини (лат. Tacchini) — крупный ударный кратер в области северного побережья Моря Смита на видимой стороне Луны. Название присвоено в честь итальянского астронома Пьетро Таккини (1838—1905) и утверждено Международным астрономическим союзом в 1973 г. 

## Описание кратера

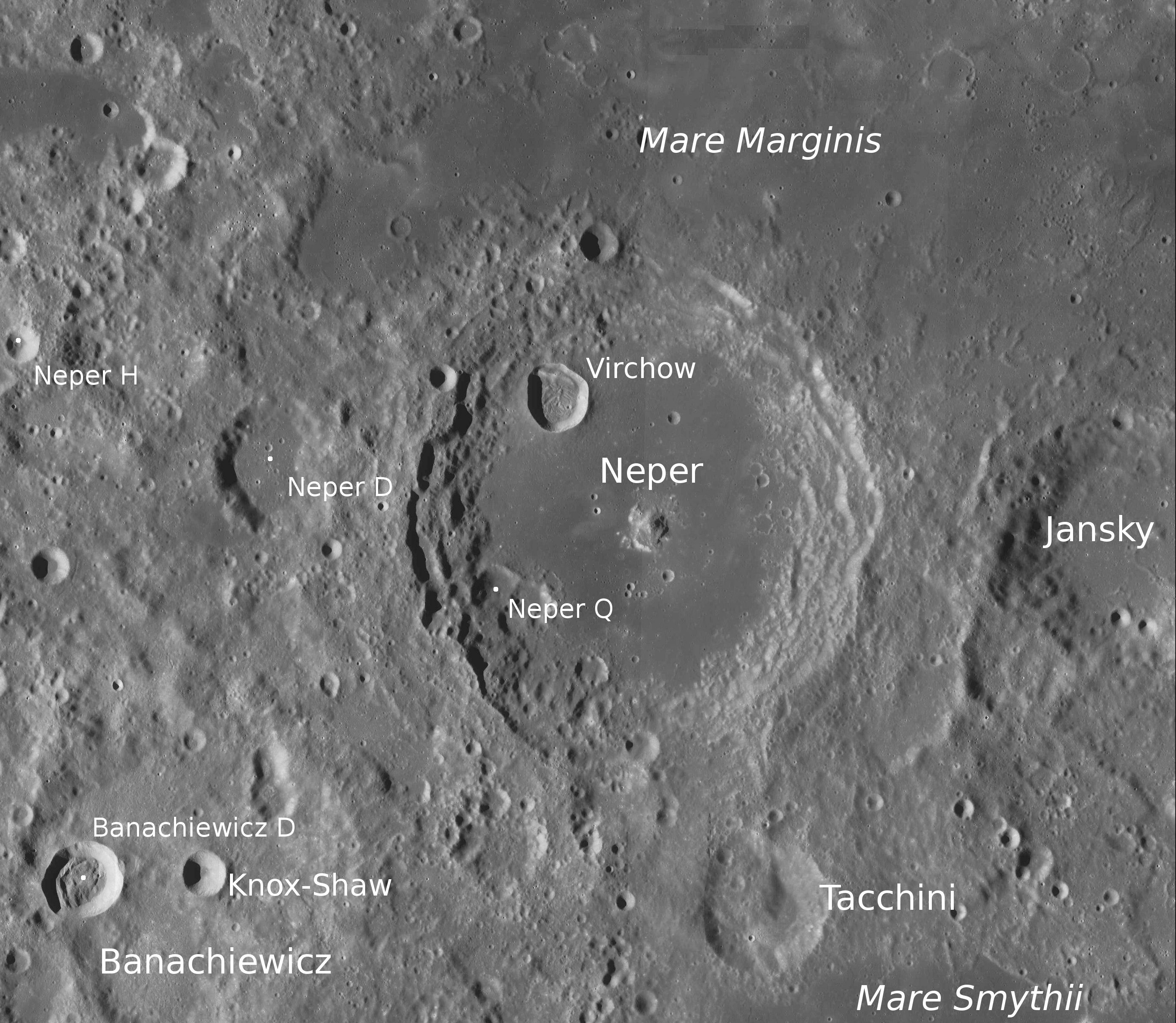
Окрестности кратера Такини. Снимок зонда Lunar Reconnaissance Orbiter.

Ближайшими соседями кратера Таккини являются кратер Банахевич на западе; кратер Непер на севере; кратер Янский на северо-востоке; кратер Пик на юге-юго-востоке и кратер Шуберт на западе-юго-западе. На севере от кратера находится Море Краевое, на юге – Море Смита. Селенографические координаты центра кратера 5°05′ с. ш. 85°49′ в. д. / 5,08° с. ш. 85,82° в. д., диаметр 42,6 км, глубина 1200 м.
Кратер имеет близкую к циркулярной форму и значительно разрушен. Вал сглажен, в северной части практически сравнялся с окружающей местностью, лучше всего сохранился в восточной части, южная часть вала прорезана узкой долиной.  Северо-западная часть чаши покрыта породами выброшенными при образовании кратера Непер. 
До получения собственного наименования в 1973 г. кратер имел обозначение Непер K (в системе обозначений так называемых сателлитных кратеров, расположенных в окрестностях кратера, имеющего собственное наименование).

## Сателлитные кратеры
Отсутствуют.

## См.также
- Список кратеров на Луне
- Лунный кратер
- Морфологический каталог кратеров Луны
- Планетная номенклатура
- Селенография
- Минералогия Луны
- Геология Луны
- Поздняя тяжёлая бомбардировка